# Capitignano
Capitignano é uma comuna italiana da região dos Abruzos, província de Áquila, com cerca de 689 habitantes. Estende-se por uma área de 30 km², tendo uma densidade populacional de 23 hab/km². Faz fronteira com Campotosto, Áquila, Montereale, Pizzoli.

## Demografia
| Variação demográfica do município entre 1861 e 2011                               |
|                                                                                   |
| Fonte: Istituto Nazionale di Statistica (ISTAT) - Elaboração gráfica da Wikipedia |